# Robert Jungk
Robert Jungk (11.5.1913 - 14.7.1994), cũng gọi là Robert Baum và Robert Baum-Jungk, là nhà văn và nhà báo người Áo gốc Đức, người đã viết nhiều về các vấn đề liên quan tới vũ khí hạt nhân.

## Cuộc đời và Sự nghiệp
Jungk sinh trong một gia đình người Do Thái ở Berlin (Đức). Cha ông tên David Baum (biệt danh: Max Jungk, 1872, Miskovice - 1937, ở Praha). Khi Adolf Hitler lên nắm quyền, Jungk bị bắt, rồi được phóng thích, ông di chuyển sang Paris (Pháp) theo học ở Đại học Sorbonne. Sau đó ông sang Tây Ban Nha, Tiệp Khắc (cũ) và cuối cùng là Thụy Sĩ làm nghề viết báo.
Ông cũng trở về Đức quốc xã dưới các tên giả để làm việc ở một bộ phận báo chí nhằm lật đổ chế độ. Những hoạt động này buộc ông phải di chuyển qua nhiều thành phố, như Praha, Paris, Zürich, trong thời Chiến tranh thế giới thứ hai. Sau khi chiến tranh kết thúc, ông vẫn tiếp tục nghề làm báo.
Ông cũng nổi tiếng là người phát minh ra future workshop (hội thảo về tương lai), một phương pháp để canh tân xã hội, bằng sự tham gia việc kế hoạch hóa tương lai "từ bên dưới" có tầm nhìn xa trông rộng. Có một thư viện quốc tế ở Salzburg gọi là Robert Jungk Bibliothek fur Zukunftsfragen (Robert Jungk Library for Questions about the Future).
Quyển sách Brighter than a Thousand Suns: A Personal History of the Atomic Scientists của ông là sự tính toán về Dự án Manhattan và Dự án bom nguyên tử của Đức được xuất bản đầu tiên, và ấn bản tiếng Đan Mạch đầu tiên của sách này bao gồm một đoạn trong đó ngụ ý rằng dự án đã được Werner Heisenberg và các cộng sự viên cố ý khuyên can không nên triển khai một vũ khí như vậy (một đòi hỏi bị Niels Bohr tranh luận mạnh mẽ), và dẫn đến một loạt các vấn đề trong một cuộc gặp mặt năm 1941 giữa Bohr và Heisenberg ở Copenhagen, Đan Mạch. Vụ đó sau này là nền tảng cho vở kịch "Copenhagen" của Michael Frayn (1998).
Năm 1992 ông ra tranh cử chức tổng thống Áo nhân danh đảng Xanh của Áo, nhưng bị thất bại.
Ông từ trần ngày 14 tháng 7 năm 1994 ở Salzburg, (Áo).

## Giải thưởng
- 1986, ông đoạt Giải thưởng Right Livelihood[1].